# セイント・アソニア
セイント・アソニア - Saint Asonia (正式表記:SΔINT ΔSONIΔ)は、2014年にスリー・デイズ・グレイスのアダム・ゴンティアを中心にトロントで結成されたカナダのロックバンド（スーパーグループ）である。 2015年7月にデビュー・アルバムの『Saint Asonia (セイント・アソニア)』がリリースされた。アルバムのプロデューサーは、Johnny K。

## メンバー
- Adam Gontier／アダム・ゴンティア (リードボーカル、リズムギター) - スリー・デイズ・グレイス
- Mike Mushok／マイク・ミューショック (リードギター) - ステインド
- Cale Gontier／カール・ゴンティア (ベース、バックボーカル) - Art of Dying
- Cody Watkins／コディ・ワトキンス (ドラムス)

カールはアダムのいとこである。

## 元メンバー
- Rich Beddoe／リッチ・ベドー (ドラムス) - 元フィンガー・イレヴン
- Corey Lowery／コーリー・ロワリー (ベース、バックボーカル) - Eye Empire、Dark New Day 元Stuck Mojo、Stereomud
- Sal Giancarelli／サル・ジャンカレリ (ドラムス)

## ディスコグラフィー

### スタジオ・アルバム
- 2015年 Saint Asonia (セイント・アソニア)、RCA
- 2019年 Flawed Design (フロード・デザイン)、スパインファーム

## リンク
- 公式サイト